# Mithat Sancar

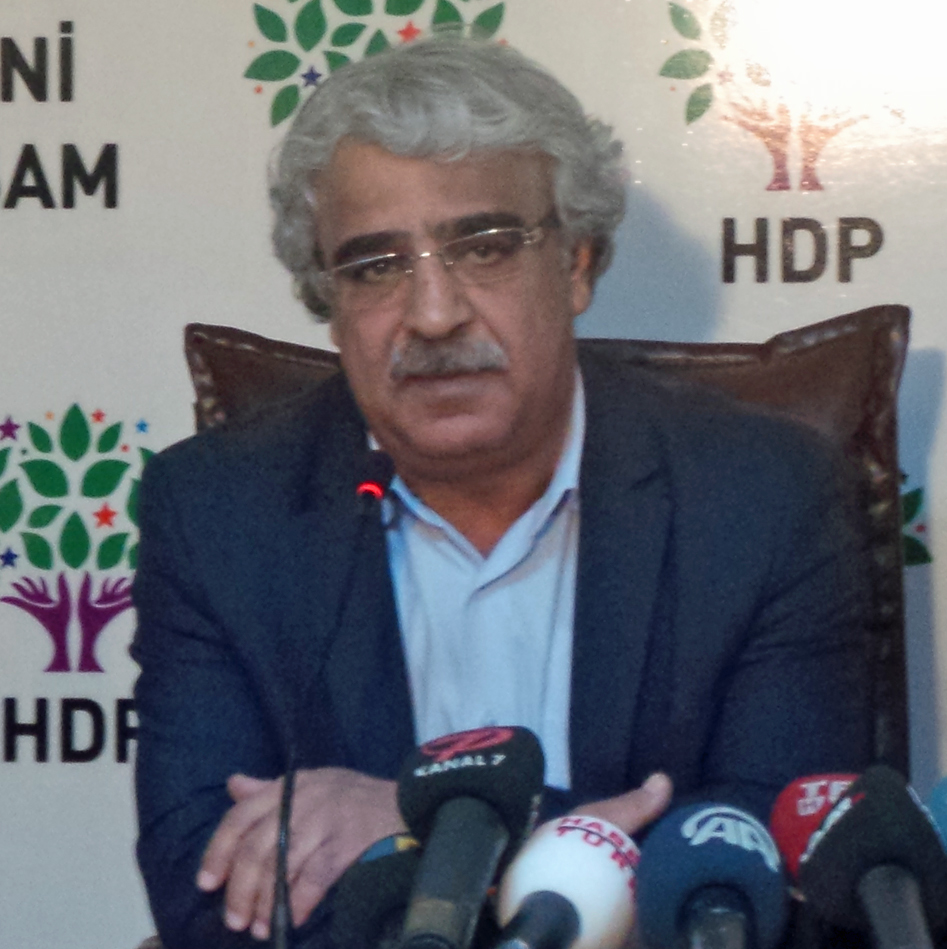
Mithat Sancar (2015)

Mithat Sancar (* 1963 in Nusaybin) ist ein türkischer Professor für öffentliches Recht und Verfassungsrecht, Kolumnist und Übersetzer. Seit der Parlamentswahl im Juni 2015 ist er Mitglied des türkischen Parlaments für die pro-kurdische Partei HDP.

## Biographie

### Frühes Leben und akademische Karriere
Sancar besuchte die Oberschule in Diyarbakır und absolvierte an der Universität Ankara  ein juristisches Studium mit Schwerpunkt öffentliches Recht. 1995 erlangte er den Doktorgrad mit einer Arbeit über die „Interpretation der Grundrechte“ (türkisch: Temel Hakların Yorumu).
1999 wurde er Doçent mit einer Arbeit zum Thema Rechtsstaat und ist seit 2007 ordentlicher Professor an der Universität Ankara.
Zusammen mit dem Politikwissenschaftler Tanıl Bora übersetzte er Jürgen Habermas’ Habilitationsschrift Strukturwandel der Öffentlichkeit in die türkische Sprache.

### Politische Aktivitäten
Mithat Sancar war 1990 an der Gründung der Menschenrechtsstiftung der Türkei (Sitz in Ankara) und 1999 des Instituts für Menschenrechte TIHAK (Türkiye İnsan Hakları Kurumu) beteiligt.
Von 1998 bis 2003 organisierten Sancar und Tanıl Bora die jährliche Konferenz des IHD (İnsan Hakları Derneği – Menschenrechteverein).
2007 begann er als Kolumnist bei der Tageszeitung BirGün.
Vor der Parlamentswahl im Juni 2015 wurde er von Selahattin Demirtaş, einem seiner ehemaligen Studenten und einer der beiden HDP-Vorsitzenden gefragt, ob er bereit sei, für ein Abgeordnetenmandat zu kandidieren.
Sancar entschloss sich, dies zu tun und seine akademische Laufbahn auszusetzen. In der Türkei gibt es die ungewöhnlich hohe 10-Prozent-Hürde; diese hatte bis 2015 bewirkt, dass keine kurdische Partei es ins Parlament geschafft hatte. Sancar wollte dazu beitragen, der HDP über die 10-Prozent-Hürde zu helfen.
Er kandidierte auf Platz 1 der HDP-Liste im Wahlbezirk Mardin.
Bei der vorgezogenen Parlamentswahl am 1. November 2015 wurde er ebenfalls ins Parlament gewählt.
Im November 2015 begannen Sancar und drei andere HDP-Abgeordnete (Erol Dora, Gülser Yıldırım und Ali Atalan) einen Hungerstreik, um gegen Ausnahmezustand und Ausgangssperre in der Grenzstadt Nusaybin zu protestieren. Dort waren seit dem 13. November 2015 70 % der Stadtteile von Elektrizität und 30 % der Stadtteile von der Wasserversorgung abgeschnitten; angeblich richtete sich diese Maßnahme gegen militante YDG-H-Mitglieder.
Sancar erlangte bundespolitische Aufmerksamkeit in Deutschland durch ein Grußwort auf einem Parteitag von Bündnis 90/Die Grünen im November 2015.
Seit Februar 2020 ist er Co-Vorsitzender der HDP.

## Persönliches
Sancar ist ein Cousin von Aziz Sancar, 2015 Träger des Nobelpreises für Chemie.
Mithat Sancar bezeichnet Arabisch als seine Muttersprache; kurdisch sprach er 'auf der Straße'. Daneben spricht er Türkisch, Englisch und Deutsch.